# ФК «Крылья Советов» Куйбышев в сезоне 1951
Сезон 1951 — 7-й сезон «Крыльев Советов» в чемпионате СССР и 6-й сезон в первой группе.

## Чемпионат СССР
Турнирная таблица
| Место | Команда                   | И  | В  | Н  | П | Мячи  | О  |
| ----- | ------------------------- | -- | -- | -- | - | ----- | -- |
| 1     | ЦДСА (Москва)             | 28 | 18 | 7  | 3 | 53-19 | 43 |
| 2     | Динамо (Тбилиси)          | 28 | 15 | 6  | 7 | 59-36 | 36 |
| 3     | Шахтер (Сталино)          | 28 | 12 | 10 | 6 | 44-30 | 34 |
| 4     | Крылья Советов (Куйбышев) | 28 | 11 | 12 | 5 | 34-25 | 34 |
| 5     | Динамо (Москва)           | 28 | 13 | 6  | 9 | 62-41 | 32 |

Матчи
| 8 апреля 1951 1 тур | Крылья Советов | 0:0   | Спартак (Москва) | Куйбышев                                                          |
| |                | отчёт |                  | Стадион: Локомотив Зрителей: 25 000 Судья: А.Зябликов (Ленинград) |
| Крылья Советов: Корнилов, Скорохов, Мурзин, Гаврилов, Карпов, Поздняков, Смыслов, Ворошилов , Гулевский, Васильев, Новиков · Спартак (Москва): Костиков, Сеглин, В.Соколов, Седов, Тимаков, Рязанцев ( Паршин), Парамонов, Терентьев, Симонян, Н.Дементьев, Рысцов |                |       |                  |                                                                   |

| 15 апреля 1951 2 тур | Крылья Советов | 1:1   | Зенит (Ленинград) | Куйбышев                                                       |
| | Гулевский 12′  | отчёт | 24′ А.Иванов      | Стадион: Динамо Зрителей: 25 000 Судья: П.Савостьянов (Москва) |
| Крылья Советов: Корнилов, Скорохов, Мурзин, Гаврилов, Карпов (), Поздняков, Смыслов, Ворошилов , Гулевский, Васильев, Новиков ( Белоусов) · Зенит (Ленинград): Л.Иванов, Гартвиг, Алексеев, Пшеничный, Ю.Пономарев, Войнов, Н.Пав.Смирнов, Марютин, Комаров (), Коротков, А.Иванов. ( Тылло) |                |       |                   |                                                                |

| 22 апреля 1951 3 тур | Крылья Советов     | 2:1   | ЦДСА (Москва) | Куйбышев                                                      |
| | Гулевский 25′, 43′ | отчёт | 81′ Коверзнев | Стадион: Динамо Зрителей: 25 000 Судья: И.Аверкин (Ленинград) |
| Крылья Советов: Корнилов, Скорохов, Мурзин, Гаврилов, Карпов, Поздняков, Смыслов, Ворошилов , Гулевский, Васильев, Белоусов ЦДСА (Москва): Чанов, Чистохвалов, Башашкин, Нырков, Водягин, А.Петров, Гринин, Вяч.Соловьев, Коверзнев, Чайчук, Демин |                    |       |               |                                                               |

| 26 апреля 1951 4 тур | Крылья Советов       | 2:1   | Торпедо (Москва) | Куйбышев                                                       |
| | Ворошилов · Васильев | отчёт | 16′ Золотов      | Стадион: Динамо Зрителей: 25 000 Судья: А.Зябликов (Ленинград) |
| Крылья Советов: Корнилов, Скорохов, Мурзин, Гаврилов, Карпов, Поздняков, Смыслов, Ворошилов ( Новиков), Гулевский, Васильев, Белоусов · Торпедо (Москва): Королевич, Бычков, Чайко, Самохин, Соломатин, Жарков, Сочнев, Ефимов, Габичвадзе, Золотов, Назаров |                      |       |                  |                                                                |

| 2 мая 1951 5 тур | Динамо (Киев)         | 2:2   | Крылья Советов                | Киев                                                                               |
| | Дашков 10′ · Товт 44′ | отчёт | 12′ Ворошилов · 84′ Поздняков | Стадион: Республиканский имени Н.С.Хрущева Зрителей: 70 000 Судья: Руднев (Москва) |
| Динамо (Киев): Макаров, Голубев, Лерман, Голяков, Севастьянов, Михалина, Пономарев, Товт, Дашков, Сенгетовский ( М.Коман), Виньковатов · Крылья Советов: Корнилов, Скорохов, Мурзин, Гаврилов, Карпов, Поздняков, Смыслов, Ворошилов , Гулевский ( Синяков), Васильев, Белоусов |                       |       |                               |                                                                                    |

| 9 мая 1951 6 тур | ВМС (Москва)                          | 1:2   | Крылья Советов                      | Москва                                                                |
| | Почтовик 63′ (пен.) · ---- · Горбунов | отчёт | 10′ Васильев · 48′ (пен.) Ворошилов | Стадион: Сталинец Зрителей: 19 000 Судья: Н.Ситников (Днепропетровск) |
| ВМС (Москва): Савин, Холодков, Западенец, Худояш, Ларин, Почтовик, Шкатулов, Е.Горбунов, Дидевич, Сучков, Крайнов. ( Потатков) · Крылья Советов: Корнилов, Скорохов, Мурзин, Гаврилов, Карпов, Поздняков, Смыслов, Ворошилов , Синяков, Белоусов, Васильев ( Зайцев) |                                       |       |                                     |                                                                       |

| 14 мая 1951 7 тур | Динамо (Москва) | 1:1   | Крылья Советов | Москва                                                        |
| | Бесков 90′      | отчёт | 27′ Синяков    | Стадион: Динамо Зрителей: 60 000 Судья: В.Фридман (Ленинград) |
| Динамо (Москва): Саная, Васин, Зябликов, Шишаев, Блинков, Соколов, Трофимов, Тенягин, Бесков , Сальников ( 46' Савдунин), С.Соловьев · Крылья Советов: Корнилов, Скорохов, Мурзин, Ширяев, Карпов, Поздняков, Смыслов, Белоусов, Ворошилов , Васильев, Синяков ( 68' Новиков) |                 |       |                |                                                               |

| 19 мая 1951 8 тур | Крылья Советов | 0:1   | Шахтер (Сталино) | Куйбышев                                                       |
| |                | отчёт | 84′ А.Пономарев  | Стадион: Локомотив Зрителей: 20 000 Судья: В.Барашков (Москва) |
| Крылья Советов: Корнилов, Скорохов, Мурзин, Ширяев, Карпов, Поздняков, Смыслов, Ворошилов , Гулевский, Васильев, Белоусов · Шахтер (Сталино): Пестов ( Ю.Петров), Дегтярев, Самарин, Иванчук, Алпатов, Гавриленко, Д.Иванов, Савинов, А.Пономарев, Колесников , Вик.Фомин |                |       |                  |                                                                |

| 27 мая 1951 9 тур | Крылья Советов                           | 3:1   | ВВС (Москва) | Куйбышев                         |
| | Гулевский 38′ · Зайцев 63′ · Смыслов 77′ | отчёт | 28′ Анисимов | Стадион: Динамо Зрителей: 25 000 |
| Крылья Советов: Корнилов, Скорохов, Мурзин, Ширяев, Карпов, Поздняков, Смыслов, Ворошилов , Гулевский, Васильев, Зайцев ВВС (Москва): Пираев, Метельский, Крижевский, Прохоров, Викторов, Овчинников, Федоров, Коршунов, Шувалов, Джеджелава, Анисимов |                                          |       |              |                                  |

| 1 июня 1951 10 тур | Крылья Советов   | 2:0   | Торпедо (Горький) | Куйбышев                                                      |
| | Смыслов 16′, 61′ | отчёт | В.Успенский       | Стадион: Динамо Зрителей: 25 000 Судья: И.Таланов (Ленинград) |
| Крылья Советов: Корнилов, Скорохов, Мурзин, Ширяев, Карпов, Поздняков ( Гаврилов), Смыслов, Белоусов, Гулевский, Васильев, Зайцев · Торпедо (Горький): Шевляков, Половинкин, Хренов, П.Тищенко, Успенский, Б.Сафронов ( Попков), Ненастин, Н.Матвеев, Варела, Шебилов, Лазарев |                  |       |                   |                                                               |

| 7 июня 1951 11 тур | Динамо (Тбилиси) | 1:1   | Крылья Советов | Тбилиси                                                                |
| | Антадзе 59′      | отчёт | 4′ Васильев    | Стадион: Динамо им. Л.П.Берия Зрителей: 40 000 Судья: П.Белов (Москва) |
| Динамо (Тбилиси): Маргания, Элошвили, Дзяпшипа, Сарджвеладзе, Панюков, Антадзе, Джоджуа, К.Гагнидзе, Зазроев ( 46' Чкуасели), Гогоберидзе , Тодрия · Крылья Советов: Корнилов, Карпов, Мурзин , Ширяев, Белоусов, Поздняков, Смыслов, Ворошилов, Гулевский, Васильев ( Родин), Зайцев |                  |       |                |                                                                        |

| 11 июня 1951 12 тур | Спартак (Тбилиси) | 1:0   | Крылья Советов | Тбилиси                                                                         |
| | Калоев 63′        | отчёт |                | Стадион: Динамо им. Л.П.Берия Зрителей: 25 000 Судья: Н.Гузиев (Ростов-на-Дону) |
| Спартак (Тбилиси): Иоселиани, Гугунава, Гоглидзе, Хурцидзе, Кублашвили, Гамкрелидзе, Бердзенишвили, Норакидзе, Калоев, Котрикадзе, Сихарулидзе · Крылья Советов: Корнилов, Скорохов, Мурзин, Ширяев, Карпов, Поздняков ( Новиков), Смыслов, Ворошилов , Гулевский, Белоусов, Зайцев |                   |       |                |                                                                                 |

| 22 июня 1951 13 тур | Крылья Советов | 0:0   | Даугава (Рига) | Куйбышев                                                    |
| |                | отчёт |                | Стадион: Динамо Зрителей: 20 000 Судья: К.Демченко (Москва) |
| Крылья Советов: Корнилов, Скорохов, Мурзин, Ширяев, Карпов, Поздняков, Смыслов, Ворошилов , Гулевский, Васильев ( Зайцев), Новиков · Даугава (Рига): Вс.Виноградов, Асерстаркс, Тантыба, Фрейманис, Каричев, Амалин, Ужулис, Курнев, Катровский, Егерс, Чернецов |                |       |                |                                                             |

| 26 июня 1951 14 тур | Крылья Советов                           | 3:0   | Динамо (Ленинград) | Куйбышев                                                    |
| | Гулевский 35′ · Ворошилов 51′ · Васильев | отчёт |                    | Стадион: Динамо Зрителей: 20 000 Судья: В.Моргунов (Москва) |
| Крылья Советов: Корнилов, Скорохов, Гаврилов, Ширяев, Карпов, Поздняков, Смыслов ( 46' Зайцев), Ворошилов , Гулевский, Васильев, Новиков · Динамо (Ленинград): Грищенко, С.Сафронов, Степанов, Северов, Барков, П.Иванов, Вл.Соловьев, П.Дементьев, Николин ( Г.Бондаренко), Колобов, Чучелов |                                          |       |                    |                                                             |

| 1 июля 1951 15 тур | Спартак (Москва) | 0:0   | Крылья Советов | Москва                                                        |
| |                  | отчёт |                | Стадион: Динамо Зрителей: 50 000 Судья: В.Фридман (Ленинград) |
| Спартак (Москва): Чернышев, Н.Тищенко, В.Соколов, Седов, Тимаков, Нетто, Парамонов ( 75' Ильин), Терентьев, Симонян, Н.Дементьев, Рысцов · Крылья Советов: Корнилов, Скорохов, Гаврилов, Ширяев, Карпов, Поздняков, Смыслов, Ворошилов , Гулевский, Васильев ( Зайцев), Новиков |                  |       |                |                                                               |

| 5 июля 1951 16 тур | ЦДСА (Москва)     | 1:1   | Крылья Советов | Москва                                                      |
| | Гринин 39′ (пен.) | отчёт | 21′ Новиков    | Стадион: Динамо Зрителей: 70 000 Судья: П.Белов (Ленинград) |
| ЦДСА (Москва): Никаноров, Чистохвалов, Башашкин, Нырков, Водягин, А.Петров, Гринин, Николаев, Зайцевский ( 46' Чайчук), Вяч.Соловьев, Демин · Крылья Советов: Корнилов, Скорохов, Мурзин, Ширяев, Карпов, Поздняков, Смыслов ( Зайцев), Ворошилов , Гулевский, Васильев, Новиков |                   |       |                |                                                             |

| 9 июля 1951 17 тур | ВВС (Москва) | 1:0   | Крылья Советов | Москва                                                         |
| | Шувалов 27′  | отчёт |                | Стадион: Динамо Зрителей: 10 000 Судья: А.Зябликов (Ленинград) |
| ВВС (Москва): Кудрявцев, Метельский, Крижевский, Е.Рогов ( В.Жарков), Ходцев, Ларионов, Коршунов, Федоров, Е.Котов, Шувалов, Порхунов · Крылья Советов: Корнилов, Скорохов, Мурзин, Гаврилов, Ширяев, Поздняков, Смыслов (} Петров), Ворошилов , Гулевский, Васильев, Новиков |              |       |                |                                                                |

| 13 июля 1951 18 тур | Динамо (Ленинград) | 1:2 (аннулирован) | Крылья Советов   | Ленинград                                                         |
| | Вл.Соловьев        | отчёт             | Барков · Смыслов | Стадион: имени Кирова Зрителей: 25 000 Судья: В.Моргунов (Москва) |
| Динамо (Ленинград): Грищенко, Сафронов, Северов, П.Иванов, Потапов, Барков, Фомин, Колобов, Чучелов, Бондаренко, Вл.Соловьев Крылья Советов: Корнилов, Скорохов, Гаврилов, Ширяев, Карпов, Поздняков, Смыслов, Ворошилов , Гулевский, Васильев, Новиков |                    |                   |                  |                                                                   |

| 17 июля 1951 19 тур | Зенит (Ленинград) | 0:1   | Крылья Советов | Ленинград                              |
| |                   | отчёт | 77′ Гулевский  | Стадион: имени Кирова Зрителей: 40 000 |
| Зенит (Ленинград): Л.Иванов, Гартвиг, Алексеев, Пшеничный, Ю.Пономарев, Кравец, Жилин, Марютин, А.Иванов, Коротков, Комаров. ( Ю.Войнов) · Крылья Советов: Корнилов, Скорохов, Гаврилов, Ширяев, Карпов, Поздняков, Смыслов, Ворошилов ( Зайцев), Гулевский, Васильев, Новиков |                   |       |                |                                        |

| 22 июля 1951 20 тур | Даугава (Рига) | 0:2   | Крылья Советов            | Рига                                                        |
| |                | отчёт | 28′ Карпов · 88′ Васильев | Стадион: Даугава Зрителей: 25 000 Судья: В.Архипов (Москва) |
| Даугава (Рига): Вс.Виноградов, Фрейманис, Селицкий, Судмалис, Тантыба, Амалин, Кузьмин ( Приедитис), Егерс, Катровский, Курнев, Чернецов · Крылья Советов: Корнилов ( Бондаренко), Скорохов, Гаврилов, Ширяев ( Петров), Карпов, Поздняков, Смыслов, Зайцев, Гулевский, Васильев, Новиков |                |       |                           |                                                             |

| 29 июля 1951 21 тур | Торпедо (Москва)                         | 4:1   | Крылья Советов | Москва                           |
| | Ефимов 4′ · Габичвадзе · Сочнев 80′, 84′ | отчёт | 24′ Ворошилов  | Стадион: Динамо Зрителей: 30 000 |
| Торпедо (Москва): Королевич ( 85' Берлизов), Бычков, Гомес, Тарасов, Соломатин, Чайко, Сочнев, Ефимов, Габичвадзе ( 82' Нечаев), Назаров, Запрягаев · Крылья Советов: Корнилов, Скорохов, Гаврилов, Ширяев, Карпов, Поздняков, Смыслов, Ворошилов , Гулевский, Зайцев ( Петров), Новиков |                                          |       |                |                                  |

| 1951-08-12 22 тур | Крылья Советов | 1:0   | Спартак (Тбилиси) | Куйбышев                                                  |
| | Гулевский 78′  | отчёт | Ломая             | Стадион: Динамо Зрителей: 25 000 Судья: С.Руднев (Москва) |
| Крылья Советов: Корнилов, Скорохов, Гаврилов, Ширяев, Карпов, Поздняков ( 75' Смыслов), Зайцев, Ворошилов , Гулевский, Васильев, Новиков · Спартак (Тбилиси): Жмельков, Катанов, Гоглидзе, Хурцидзе, Н.Гагнидзе, Гамкрелидзе, Бердзенишвили, Норакидзе, Калоев ( Гаришвили), Ломая, Сихарулидзе |                |       |                   |                                                           |

| 30 августа 1951 23 тур | Крылья Советов         | 2:2   | ВМС (Москва)              | Куйбышев                                                  |
| | Ворошилов 42′ · Зайцев | отчёт | 11′ Бологов · 50′ В.Рогов | Стадион: Динамо Зрителей: 25 000 Судья: П.Гаврилов (Сочи) |
| Крылья Советов: Корнилов, Скорохов, Гаврилов, Ширяев, Карпов, Поздняков, Зайцев ( 50' Смыслов), Ворошилов , Гулевский, Васильев, Новиков · ВМС (Москва): Савин, Холодков, Дуганов, Западенец, Ларин, Почтовик, Е.Горбунов, Чихрадзе, В.Рогов, Клыш, Бологов |                        |       |                           |                                                           |

| 4 сентября 1951 24 тур | Крылья Советов                | 2:3   | Динамо (Тбилиси)                                  | Куйбышев                                                   |
| | Ворошилов 19′ · Гулевский 82′ | отчёт | 10′ Ю.Вардимиади · 68′ Чкуасели · 74′ Гогоберидзе | Стадион: Динамо Зрителей: 25 000 Судья: В.Архипов (Москва) |
| Крылья Советов: Корнилов, Скорохов, Мурзин, Ширяев, Карпов, Поздняков, Зайцев, Ворошилов , Гулевский, Васильев, Новиков ( Смыслов) · Динамо (Тбилиси): Маргания, Русадзе, Дзяпшипа, Элошвили ( 71'), Панюков, Антадзе, Джоджуа, К.Гагнидзе, Ю.Вардимиади, Гогоберидзе , Чкуасели ( 46' Джавахадзе) |                               |       |                                                   |                                                            |

| 9 сентября 1951 25 тур | Шахтер (Сталино) | 0:0   | Крылья Советов | Донецк                                   |
| |                  | отчёт |                | Стадион: Шахтёр Судья: В.Щербов (Москва) |
| Шахтер (Сталино): Ю.Петров, Дегтярев, Самарин, Иванчук, Алпатов, Гавриленко, Д.Иванов, Савинов, А.Пономарев, Колесников, Вик.Фомин · Крылья Советов: Корнилов, Скорохов, Мурзин, Ширяев, Карпов, Поздняков, Смыслов, Ворошилов , Гулевский, Белоусов, Зайцев ( Васильев) |                  |       |                |                                          |

| 14 сентября 1951 26 тур | Торпедо (Горький) | 0:1   | Крылья Советов    | Горький                                                      |
| |                   | отчёт | 77' (авт.) Хренов | Стадион: Торпедо Зрителей: 15 000 Судья: К.Демченко (Москва) |
| Торпедо (Горький): Шевляков, Половинкин, Хренов, П.Тищенко, Успенский, Б.Сафронов, Ненастин, Варела, Н.Матвеев, Шебилов, Лазарев · Крылья Советов: Корнилов, Скорохов, Мурзин, Ширяев, Карпов, Поздняков, Васильев, Ворошилов , Гулевский, Белоусов ( 46' Зайцев), Новиков |                   |       |                   |                                                              |

| 18 сентября 1951 18 тур | Динамо (Ленинград) | 2:2   | Крылья Советов              | Ленинград                                                         |
| | А.Колобов 35′, 44′ | отчёт | 10′ Ворошилов · 21′ Смыслов | Стадион: имени Кирова Зрителей: 25 000 Судья: К.Демченко (Москва) |
| Динамо (Ленинград): Н.Денисов, С.Сафронов, А.Донцов, П.Иванов, А.Барков, М.Потапов, В.Цветков, П.Дементьев, Д.Николин, А.Колобов, Г.Бондаренко · Крылья Советов: Корнилов, Скорохов, Мурзин, Ширяев, Карпов, Поздняков, Смыслов ( Зайцев), Ворошилов , Гулевский, Васильев, Новиков |                    |       |                             |                                                                   |

| 23 сентября 1951 27 тур | Крылья Советов | 1:0   | Динамо (Киев) | Куйбышев                                                   |
| | Ворошилов 34′  | отчёт |               | Стадион: Динамо Зрителей: 25 000 Судья: М.Белянин (Москва) |
| Крылья Советов: Корнилов, Скорохов, Мурзин, Ширяев, Карпов, Поздняков ( Горностаев), Белоусов, Ворошилов , Гулевский, Васильев, Новиков · Динамо (Киев): Макаров, Голубев, Лерман, Голяков, Юст, Михалина, Товт ( Маргишвили), М.Коман, Дашков, Щанов, Пономарев |                |       |               |                                                            |

| 28 сентября 1951 28 тур | Крылья Советов | 1:1   | Динамо (Москва) | Куйбышев                                                   |
| | Ворошилов 79′  | отчёт | 62′ Конов       | Стадион: Динамо Зрителей: 25 000 Судья: В.Архипов (Москва) |
| Крылья Советов: Корнилов, Скорохов, Мурзин, Ширяев, Карпов, Поздняков, Белоусов, Ворошилов , Гулевский, Васильев, Новиков( 75' Смыслов) · Динамо (Москва): Саная, Зябликов, Блинков, Васин, Тенягин, Соколов, Трофимов , Савдунин, Карцев ( 70' С.Соловьев), Сальников, Конов |                |       |                 |                                                            |

## Кубок СССР
| 19 августа 1951 1/16 финала | Крылья Советов             | 2:0   | Торпедо (Москва) | Куйбышев                                                     |
| | Новиков 7′ · Гулевский 42′ | отчёт |                  | Стадион: Динамо Зрителей: 25 000 Судья: Петр Гаврилов (Сочи) |
| Крылья Советов: Корнилов, Скорохов, Мурзин, Ширяев, Карпов, Поздняков, Смыслов, Ворошилов (к), Гулевский, Васильев ( Белоусов), Новиков · Торпедо (Москва): Евгений Королевич, Михаил Бычков, Агустин Гомес (к), Лев Тарасов, Павел Соломатин, Борис Запрягаев, Антонин Сочнев (Юрий Золотов, ?), Николай Ефимов, Владимир Габичвадзе, Владимир Нечаев, Владимир Назаров |                            |       |                  |                                                              |

| 25 августа 1951 1/8 финала | Спартак (Вильнюс) | 0:2 | Крылья Советов      | Москва                                                                |
| |                   |     | Смыслов · Ворошилов | Стадион: Динамо Зрителей: 10 000 Судья: Вячеслав Богданов (Ленинград) |
| Спартак (Вильнюс): Альгирдас Стельмокас, Витаутас Латожа, Бронислав Гальвичюс, Александрас Мачюлис, Пранас Люткявичюс, Зенонас Ганусаускас (к), Вольдемар Рилис, Генрикас Якимавичюс, Витаутас Саунорис, Стяпас Петрайтис, Вадим Радзишевский Крылья Советов: Корнилов, Скорохов, Гаврилов, Ширяев, Карпов, Поздняков, Смыслов, Ворошилов (к), Гулевский, Васильев, Новиков |                   |     |                     |                                                                       |

| 2 октября 1951 1/4 финала | ЦДСА (Москва)         | 1:1 (д.в.) | Крылья Советов       | Москва                                                            |
| | Владимир Елизаров 25′ | отчёт      | 50′ (пен.) Ворошилов | Стадион: Динамо Зрителей: 70 000 Судья: Валентин Фридман (Таллин) |
| ЦДСА (Москва): Никаноров, Виктор Чистохвалов, Анатолий Башашкин, Юрий Нырков, Михаил Родин, Александр Петров, Алексей Гринин (к), Валентин Николаев, Владимир Елизаров (Борис Коверзнев, 80), Вячеслав Соловьев, Владимир Демин · Крылья Советов: Корнилов, Скорохов, Мурзин, Гаврилов, Ширяев, Поздняков, Смыслов ( Зайцев), Ворошилов (к), Гулевский, Белоусов, Новиков |                       |            |                      |                                                                   |

| 3 октября 1951 1/4 финала (переигровка) | ЦДСА (Москва)                                                      | 4:1   | Крылья Советов | Москва                                                            |
| | Алексей Гринин 12′, 22′ · Борис Коверзнев 52′ · Владимир Демин 71′ | отчёт | 43′ Ворошилов  | Стадион: Динамо Зрителей: 50 000 Судья: Валентин Фридман (Таллин) |
| ЦДСА (Москва): Никаноров, Виктор Чистохвалов, Анатолий Башашкин, Юрий Нырков, Михаил Родин, Александр Петров, Алексей Гринин (к), Валентин Николаев, Борис Коверзнев, Вячеслав Соловьев, Владимир Демин · Крылья Советов: Корнилов ( Бондаренко), Скорохов, Мурзин, Гаврилов, Ширяев, Поздняков, Смыслов, Ворошилов (к), Гулевский, Белоусов ( Зайцев), Новиков |                                                                    |       |                |                                                                   |

## Товарищеский матч
| октябрь 1951 | Сборная города Орск (Оренбургская область) | 1:4   | Крылья Советов (Куйбышев) |  |
|              | Свиридов                                   | [ 3 ] | Белоусов · Новиков        |  |

## Игры и голы
| №.            | Нац.      | Позиция | Игрок               | Всего | Всего | Чемпионат | Чемпионат | Кубок | Кубок |
| №.            | Нац.      | Позиция | Игрок               | Игры  | Голы  | Игры      | Голы      | Игры  | Голы  |
| Вратари       |           |         |                     |       |       |           |           |       |       |
| ------------- | --------- | ------- | ------------------- | ----- | ----- | --------- | --------- | ----- | ----- |
|               | Флаг СССР | Вр      | Владимир Корнилов   | 32    | -30   | 28        | -25       | 4     | -5    |
|               | Флаг СССР | Вр      | Феодосий Бондаренко | 2     | 0     | 1         | 0         | 1     | 0     |
| Защитники     |           |         |                     |       |       |           |           |       |       |
|               | Флаг СССР | Защ     | Александр Скорохов  | 32    | 0     | 28        | 0         | 4     | 0     |
|               | Флаг СССР | Защ     | Виктор Мурзин       | 24    | 0     | 21        | 0         | 3     | 0     |
|               | Флаг СССР | Защ     | Иван Ширяев         | 26    | 0     | 22        | 0         | 4     | 0     |
|               | Флаг СССР | Защ     | Игорь Гаврилов      | 18    | 0     | 15        | 0         | 3     | 0     |
| Полузащитники |           |         |                     |       |       |           |           |       |       |
|               | Флаг СССР | ПЗ      | Виктор Карпов       | 29    | 1     | 27        | 1         | 2     | 0     |
|               | Флаг СССР | ПЗ      | Николай Поздняков   | 32    | 1     | 28        | 1         | 4     | 0     |
|               | Флаг СССР | ПЗ      | Борис Смыслов       | 30    | 5     | 26        | 4         | 4     | 1     |
|               | Флаг СССР | ПЗ      | Юрий Белоусов       | 17    | 0     | 14        | 0         | 3     | 0     |
|               | Флаг СССР | ПЗ      | Иван Петров         | 3     | 0     | 3         | 0         | -     | -     |
|               | Флаг СССР | ПЗ      | Михаил Родин        | 3     | 0     | 3         | 0         | -     | -     |
| Нападающие    |           |         |                     |       |       |           |           |       |       |
|               | Флаг СССР | Нап     | Николай Зайцев      | 21    | 2     | 19        | 2         | 2     | 0     |
|               | Флаг СССР | Нап     | Дмитрий Синяков     | 3     | 1     | 3         | 1         | -     | -     |
|               | Флаг СССР | Нап     | Виктор Ворошилов    | 30    | 13    | 26        | 10        | 4     | 3     |
|               | Флаг СССР | Нап     | Василий Васильев    | 30    | 5     | 26        | 5         | 4     | 0     |
|               | Флаг СССР | Нап     | Александр Гулевский | 30    | 9     | 26        | 8         | 4     | 1     |
|               | Флаг СССР | Нап     | Фёдор Новиков       | 24    | 2     | 20        | 1         | 4     | 1     |
|               | Флаг СССР | Нап     | Григорий Горностаев | 1     | 0     | 1         | 0         | -     | -     |